# Sabha
Sabha (arab. ‏سبها‎) – miasto w południowo-zachodniej Libii. Około 113 tys. mieszkańców. Sabha była stolicą historycznego regionu Fazzan. Obecnie jest stolicą gminy Sabha.